# Walls (альбом Барбры Стрейзанд)
Walls (с англ. — «Стены») — тридцать шестой студийный альбом американской певицы Барбры Стрейзанд, выпущенный 2 ноября 2018 года на лейбле Columbia Records.

## Содержание
Тематика альбома отражает отношение певицы к установившемуся в стране политическому режиму Дональда Трампа, в частности название альбома «стена» — это отсылка к стене между США и Мексикой, которую собрался возводить Трамп.

## Отзывы критиков
Альбом получил, в основном, положительные отзывы критиков. Так, на портале Metacritic альбом имеет 84 балла из 100 возможных.
Walls был номинирован на Грэмми в категории Лучший традиционный вокальный поп-альбом.
Годовые итоговые списки
| Публикация    | Список                         | Ссылки |
| ------------- | ------------------------------ | ------ |
| Rolling Stone | The 20 Best Pop Albums of 2018 | [ 9 ]  |

## Коммерческий приём
Несмотря на высокие отзывы, альбом можно назвать провальным, он смог продаться всего 66 000 копий за первую неделю. В США пластинка дебютировала на 12 позиции в Billboard 200 и на 6 в Соединённом королевстве.

## Список композиций
| №                   | Название                         | Длительность |
| ------------------- | -------------------------------- | ------------ |
| 1.                  | «What's on My Mind»              | 5:16         |
| 2.                  | «Don't Lie to Me»                | 3:57         |
| 3.                  | «Imagine/What a Wonderful World» | 5:20         |
| 4.                  | «Walls»                          | 3:54         |
| 5.                  | «Lady Liberty»                   | 3:52         |
| 6.                  | «What the World Needs Now»       | 4:36         |
| 7.                  | «Better Angels»                  | 4:08         |
| 8.                  | «Love's Never Wrong»             | 4:06         |
| 9.                  | «The Rain Will Fall»             | 4:42         |
| 10.                 | «Take Care of This House»        | 4:10         |
| 11.                 | «Happy Days Are Here Again»      | 3:53         |
| Общая длительность: | Общая длительность:              | 47:09        |

## Чарты
| Чарт (2018)                       | Высшая позиция |
| --------------------------------- | -------------- |
| Австралия (ARIA)                  | 7              |
| Австрия (Ö3 Austria)              | 18             |
| Бельгия/Фландрия (Ultratop)       | 50             |
| Бельгия/Валлония (Ultratop)       | 37             |
| Канада (Canadian Albums Chart)    | 33             |
| Чехия (ČNS IFPI)                  | 59             |
| Нидерланды (Album Top 100)        | 15             |
| Франция (SNEP)                    | 145            |
| Германия (Offizielle Top 100)     | 34             |
| Ирландия (IRMA)                   | 34             |
| Италия (Classifica album)         | 58             |
| Новая Зеландия (RMNZ)             | 38             |
| Шотландия (Scottish Albums Chart) | 9              |
| Испания (PROMUSICAE)              | 16             |
| Швейцария (Schweizer Hitparade)   | 19             |
| Великобритания (UK Albums Chart)  | 6              |
| США (Billboard 200)               | 12             |

## Сертификации и продажи
| Регион | Сертификация | Продажи |
| --- | ------------ | ------- |
| Великобритания (BPI) | Серебряный   | 60 000  |
| * Данные о продажах приведены только на основе сертификации. ^ Данные о тиражах приведены только на основе сертификации. |              |         |